# Unduloribates undulatus
Unduloribates undulatus är en kvalsterart som först beskrevs av Berlese 1914.  Unduloribates undulatus ingår i släktet Unduloribates och familjen Unduloribatidae. Inga underarter finns listade i Catalogue of Life.